# Wialki
Wialki är en ort i Australien. Den ligger i regionen Mount Marshall och delstaten Western Australia, omkring 270 kilometer nordost om delstatshuvudstaden Perth.
Trakten runt Wialki är nära nog obefolkad, med mindre än två invånare per kvadratkilometer..
Trakten runt Wialki består till största delen av jordbruksmark. Genomsnittlig årsnederbörd är 362 millimeter. Den regnigaste månaden är juli, med i genomsnitt 50 mm nederbörd, och den torraste är december, med 9 mm nederbörd.